# Pákistán na Letních olympijských hrách 1988
Pákistán se účastnil Letní olympiády 1988 v jihokorejském Soulu. Zastupovalo ho 30 mužů v 6 sportech.

## Medailisté
| Medaile | Jméno             | Sport | Soutěž                     |
| ------- | ----------------- | ----- | -------------------------- |
| Bronz   | Hussain Shah Syed | Box   | muži váha střední do 75 kg |